# Conselho Insular de Ibiza
Conselho Insular de Ibiza (em catalão: Consell Insular d'Eivissa; em castelhano: Consejo Insular de Ibiza) é a instituição governante da ilha de Ibiza, na Espanha. 

## Criação
Os Conselhos Insulares foram criados em 1978, com a aprovação do regime pré-autônomo das Baleares, e foram oficialmente instituídos em 1983, com a aprovação do Estatuto de Autonomia das Ilhas Baleares.
O Conselho de Ibiza foi criado a partir do desmembramento do antigo Conselho Insular de Ibiza e Formentera, com a aprovação do Estatuto de Autonomia de 2007, no qual se previa, no seu Artigo 63, a constituição de um conselho insular diferenciado para Formentera.

## Presidentes
| No. | Nome                 | Início | Fim        | Partido   |
| --- | -------------------- | ------ | ---------- | --------- |
| 1.  | Xico Tarrés Marí     | 2007   | 2011       | PSOE-ExC  |
| 2.  | Vicent Serra Ferrer  | 2011   | 2015       | PP        |
| 3.  | Vicent Torres Guasch | 2015   | 2019       | PSIB-PSOE |
| 4.  | Vicent Marí          | 2019   | Atualidade | PP        |